# Cathrine Laudrup-Dufour
Cathrine Laudrup-Dufour (født 2. januar 1992 i Kirke Hvalsø), tidligere Cathrine Dufour, er en dansk dressurrytter.

## Ridekarriere
Dufour begyndte at ride som femårig og kom på det danske ponydressurlandshold som 12-årig. Hun har vundet adskillige medaljer ved danske og europæiske juniormesterskaber.
Hun har redet Dansk Varmblod vallakken Atterupgaards Cassidy siden 2010, som hun siden har suppleret med Bohemian og Vamos Amigos.
Dufour repræsenterede Danmark ved OL i 2016 i Rio de Janeiro, hvor hun på Cassidy sluttede som nr. 13 i den individuelle turening og som nr. 6 i holdkonkurrencen. Hun var ligeledes med i OL i 2021 i Tokyo, hvor hun fik en fjerdeplads i den individuelle turnering på den tyske varmblodshest Bohemian og en fjerdeplads i holdkonkurrencen. I 2022 vandt hun alle fem klasser i det traditionsrige stævne i Aachen; hun var den første dansker, der vandt en konkurrence i Aachen i 37 år. Hun har vundet flere medaljer ved EM, blandt andet sølv i kür i 2021. Hun er desuden flere gange dansk mester i dressur.
Ved VM i 2022 på hjemmebane i Herning var hun på Vamos Amigo med til at sikre Danmark guldet i holdkonkurrencen, og senere på ugen vandt hun to sølvmedaljer individuelt (Grand Prix Special og Grand Prix Freestyle), begge efter engelske Charlotte Fry.
Hun blev udtaget til OL 2024 i Paris, hvor hun stillede op på Mount St. John Freestyle. Her stillede hun først op i holdkonkurrencen sammen med Daniel Bachmann Andersen og Nanna Skodborg Merrald, og de kvalificerede sig til finalen som næstbedste nation. I finalen scorede danskerne 235.669 %, hvilket indbragte en dansk sølvmedalje efter Tyskland, der scorede 235,790 %, mens Storbritannien blev nummer tre med 232,492 %. Sammen med de to øvrige danskere kvalificerede hun sig også til den individuelle finale i freestyle. Her scorede Laudrup-Dufour og Freestyle 88.093 %, hvilket indbragte en femteplads.

## Privat
Privat danner hun par med springrytteren Rasmine Laudrup-Dufour, der er datter af Brian Laudrup. Parret blev gift i 2021. Parret fik i maj 2025 en datter.